# Romeo (film, 2020)
Pour plus de détails, voir Fiche technique et Distribution.
Romeo  est un film dramatique indien en langue hindi réalisé par Ali Khan, sorti en 2020,,.

## Fiche technique
- Titre : Romeo
- Réalisation : Ali Khan
- Scénario :
- Société de production : Good Film
- Pays d'origine :  Inde
- Genre : comédie dramatique
- Date de sortie :
  - Inde : 18 juin 2020

## Distribution
- Vicky Kadian : Romeo
- Kajal Sharma : Rouhani
- Shahid Kapoor
- Kiara Advani
- Shahrukh Khan
- Kajol
- Vijay Deverakonda (en)
- Shreya Pilgaonkar
- Rohan Sharma
- Pankaj Tripathi